# Olympic Molen Sport Ingelmunster
Maillots
Actualités
Dernière mise à jour : 15 mai 2017.
Le Olympic Molen Sport Ingelmunster était un club belge de football situé à Ingelmunster dans la Province de Flandre occidentale. Il portait le matricule 9441. Ses couleurs étaient Rouge et Jaune.
Au terme de la saison 2016-2017, ce club fusionne avec le K. FC Izegem pour former le K. FC Mandel United.

## Repères historiques
- 1930 : fondation de Sportvereeniging Ingelmunster le 14 janvier 1930 et affiliation à  l'URBSFA le 29 janvier de la même année. Le club reçoit le numéro matricule 1574.
- 1932 : Fondation du FOOTBALL CLUB MOLEN SPORT INGELMUNSTER. Ce cercle ne rejoint l'URBSFA qu'en 1945. Il a uine existence peu connue et a sans doute connu des périodes d'inactivité. Il est considéré comme "refondé" le 15/06/1945.
- 1941 : avril, fondation de FOOTBALL CLUB NAAIPANDER BOYS INGELMUNSTER qui rejoint la Katholiek Vlaamsch Sportverbond, fédération rivale de l'URBSFA.
- 1943 : 05/08/1943, FOOTBALL CLUB NAAIPANDER BOYS INGELMUNSTER demande son affiliation à l'URBSFA.
- 1943 : 20/08/1943, FOOTBALL CLUB NAAIPANDER BOYS INGELMUNSTER devient OLYMPIC INGELMUNSTER
- 1943 : novembre, SPORTVEREENIGING INGELMUNSTER (1574) qui est en inactivité depuis le début de la deuxième guerre mondiale devient SPORTVEREENIGING OLYMPIC INGELMUNSTER (1574).Concrètement, c'est la direction du FOOTBALL CLUB NAAIPANDER BOYS INGELMUNSTER renommé OLYMPIC INGELMUNSTER qui remplaça celle du matricule 1574. Les nouveaux dirigeants "récupérèrent" les membres encore affiliés et conservèrent le matricule 1574.
- 1945 : 10/07/1945, FOOTBALL CLUB MOLEN SPORT INGELMUNSTER (sans doute inactif une période) s'affilie à l'URBSFA qui lui attribue le matricule 4254.
- 1957 : après obtention du titre de Société Royale le 20 juin 1957, le club change à nouveau de nom pour devenir le KONINKLIJK SPORTVERENIGING OLYMPIC INGELMUNSTER (1574)
- 1961 : 25/08/1961, FOOTBALL CLUB MOLEN SPORT INGELMUNSTER (4254) démissionne de l'URBSFA. Le matricule est radié.
- 1962 : 20/06/1962, nouveau changement de dénomination de KONINKLIJK SPORTVERENIGING OLYMPIC INGELMUNSTER (1574) qui devient KONINKLIJK SPORTVERENIGING INGELMUNSTER (1574). À noter la correspondance de dates entre la démission (25/08/1961) de FOOTBALL CLUB MOLEN SPORT INGELMUNSTER (4254) et le changement de dénomination (20/06/1962) de K. SV Olympic Ingelmunster (1574)[2].
- 2003 : 07/07/2003, changement de dénomination de KONINKLIJK SPORTVERENIGING INGELMUNSTER (1574) en SPORTING WEST INGELMUNSTER HARELBEKE (1574). Ce changement de dénomination correspond à la délocalisation du club de Ingelmunster vers le terrain d'Harelbeke (Forestierstadion) abandonné par K. RC Zuid en West-Vlaanderen (1615) parc  que radié des listes de l'URBSFA le 29/06/2002.

- 2003 : 15/04/2003, fondation de OLYMPIC MOLEN SPORT INGELMUNSTER.
- 2003 : 27/05/2003, affiliation de OLYMPIC MOLEN SPORT INGELMUNSTER auprès de l'URBSFA qui attribue le matricule 9441.
- 2012 : mai 2012, OLYMPIC MOLEN SPORT INGELMUNSTER (9441) est champion de la Province de Flandre occidentale et monte en séries nationales.
- 2017 : 01/07/2017, OLYMPIC MOLEN SPORT INGELMUNSTER fusionne avec KONINKLIJKE FOOTBALL CLUB IZEGEM (935) pour former KONINKLIJKE FOOTBALL CLUB MANDEL UNITED (935). Le matricule 9441 disparaît.

## Histoire
OMS Ingelmunster a une histoire brève mais assez intense, avec trois titres de champions conquis en moins de dix ans.
Le club voit le jour en 2003, sous l'impulsion d'anciens fans de l'ancien K. SV Ingelmunster déçus, car leur club a été déménagé vers le Forestierstadion d'Harelbeke et qui prend alors le nom de Sporting West Ingelmunster Harelbeke (SWI Harelbeke).
L'appellation "Olympic Molen Sport" fait référence à différents clubs ayant préalablement existé dans la commune ouest-flandrienne (voir op cit "Repères historiques"). Le terme "Olympic" rappelle le désormais ex-KSVI parti à Harelbeke, alors que "Molen Sport" s'identifie au FC Molen Sport plus familièrement appelé le "FC Molenhoek"  par les gens de la localité.
Démarrant tout en bas de l'échelle, à savoir la P4 de Flandre occidentale au début de la saison 2003-2004, l'OMSI grimpe rapidement dans la hiérarchie puisqu'il atteint les séries nationales durant sa 8e saison d'existence.
OMS Ingelmunster est champion de P4 en 2006 en soufflant sa 3e bougie. Au terme de la saison suivante, il atteint la P2 via le tour final. Après une 5e place finale en 2008, le matricule 9441 décroche son deuxième titre, celui de P2, en 2009.

### En Nationale en 9 ans
Le club Rouge et Jaune trouve rapidement le rythme de son élite provinciale. Quatrième pour sa "maiden saison", il est vice champion 2011 derrière le...SW Harelbeke. A chaque fois, il échoue de peu du tour final.
A terme de la saison 2011-2012, OMS Ingelmunster est champion provincial et entre par la grande porte en Promotion. 
Après une 6e place en 2013, les Flandriens terminent au quatrième rang lors des championnats 2013-2014 et 2014-2015. Qualifié pour le tour final, OMSI est éliminé les deux fois dès le premier tour.
En 2016, alors qu'une grande réforme est opérée par l'URBSFA, le jeune cercle termine huitième du dernier championnat dit de "Promotion". Soit un rang trop court pour défendre ses chances lors du tour final donnant accès à la "Division 2 Amateur VFV". Pendant une courte période, le club pense être repêché car son "rival historique", le SW Harelbeke, vice champion derrière Knokke est accusé de "faits de corruption" et susceptible d'être relégué. Mais Harelbeke est blanchi au terme de l'enquête diligentée par la fédération.
En 2017, OMS Ingelmunster remporte sa série de Division 3 Amateur VFV et gagne le droit de retrouver le 4e niveau pour une cinquième saison. Cependant depuis février 2017, il est acquis que le matricule 9441 fusionne avec le K. FC Izegem (matricule 935) pour former le K. FC Mandel United (935).
Dans les rangs de certains supporters locaux, cette fusion n'est que très modérément acceptée . Il n'est pas impossible qu'un nouveau cercle voit le jour dans la commune d'Ingelmunster.

## Anciens logos

Ancien logo de OMS Ingelmunster

## Personnalités
- Lorenzo Staelens, l'ancien Diable Rouge est brièvement le coach d'OMS Ingelmunster en 2015v[5]

## Résultats dans les divisions nationales
Statistiques mises à jour le 15 mai 2017

### Palmarès
- 1 fois champion de Division 3 Amateur VFV: 2017.

### Bilan
| Niv | Divisions     | Jouées | Titres | TM Up | TM Down |
| --- | ------------- | ------ | ------ | ----- | ------- |
| I   | 1re nationale | 0      | 0      |       |         |
| II  | 2e nationale  | 0      | 0      |       |         |
| III | 3e nationale  | 0      | 0      |       |         |
| IV  | 4e nationale  | 4      | 0      | 2     |         |
| V   | 5e nationale  | 1      | 1      |       |         |
|     |               |        |        |       |         |
|     | TOTAUX        | 5      | 1      | 2     | 0       |

- TM Up : test-match pour départager des égalités, ou toutes formes de Barrages ou de Tour final pour une montée éventuelle.
- TM Down : test-match pour départager des égalités, ou toutes formes de Barrages ou de Tour final pour le maintien.

### Classements
| Ordre | Saison  | Nom du club      | Niveau                           | Classement final | Remarques         |
| ----- | ------- | ---------------- | -------------------------------- | ---------------- | ----------------- |
| 1     | 2012-13 | OMS Ingelmunster | Promotion (D4) série A           | 6e/16            |                   |
| 2     | 2013-14 | OMS Ingelmunster | Promotion (D4) série A           | 4e/16            | Tour final        |
| 3     | 2014-15 | OMS Ingelmunster | Promotion (D4) série A           | 4e/16            | Tour final        |
| 4     | 2015-16 | OMS Ingelmunster | Promotion (D4) série A           | 8e/16            |                   |
| 5     | 2016-17 | OMS Ingelmunster | Division 3 Amateur "VFV" série A | 1er/16           | Champion et promu |